# Qusay Munir
Qusay Muneer Abboodi Al-Hussein (Bassora, 12 aprile 1981) è un allenatore di calcio ed ex calciatore iracheno.

## Carriera

### Nazionale
Nel 2004 ha fatto parte della selezione irachena che ha partecipato alla Coppa d'Asia 2004, 2007 e 2011 e alle olimpiadi di Atene 2004.

## Palmarès

### Nazionale
- Coppa d'Asia: 1

2007